# フランスの宇宙開発
フランスの宇宙計画ではフランスにおける宇宙開発について述べる。
フランスでは民間用と軍用の活動の両方について宇宙開発を進めている。大きな契機となったのは大統領シャルル・ド・ゴールが独自の核投射戦力としてミサイルを欲したことであり、これによりフランスのロケット開発が加速され、1965年のディアマンロケットによる衛星打ち上げで世界で3番目に人工衛星の打ち上げ能力を保有する国家となった。
その後、米ソ宇宙開発競争の中欧州共同の開発計画が持ち上がり欧州ロケット開発機構(ELDO)、欧州宇宙研究機構(ESRO)に草創期から参加した。
現在も欧州の宇宙開発の中心的役割を担っており、欧州宇宙機関(ESA)への最大の資金拠出国となっている。

## 歴史

### 前史

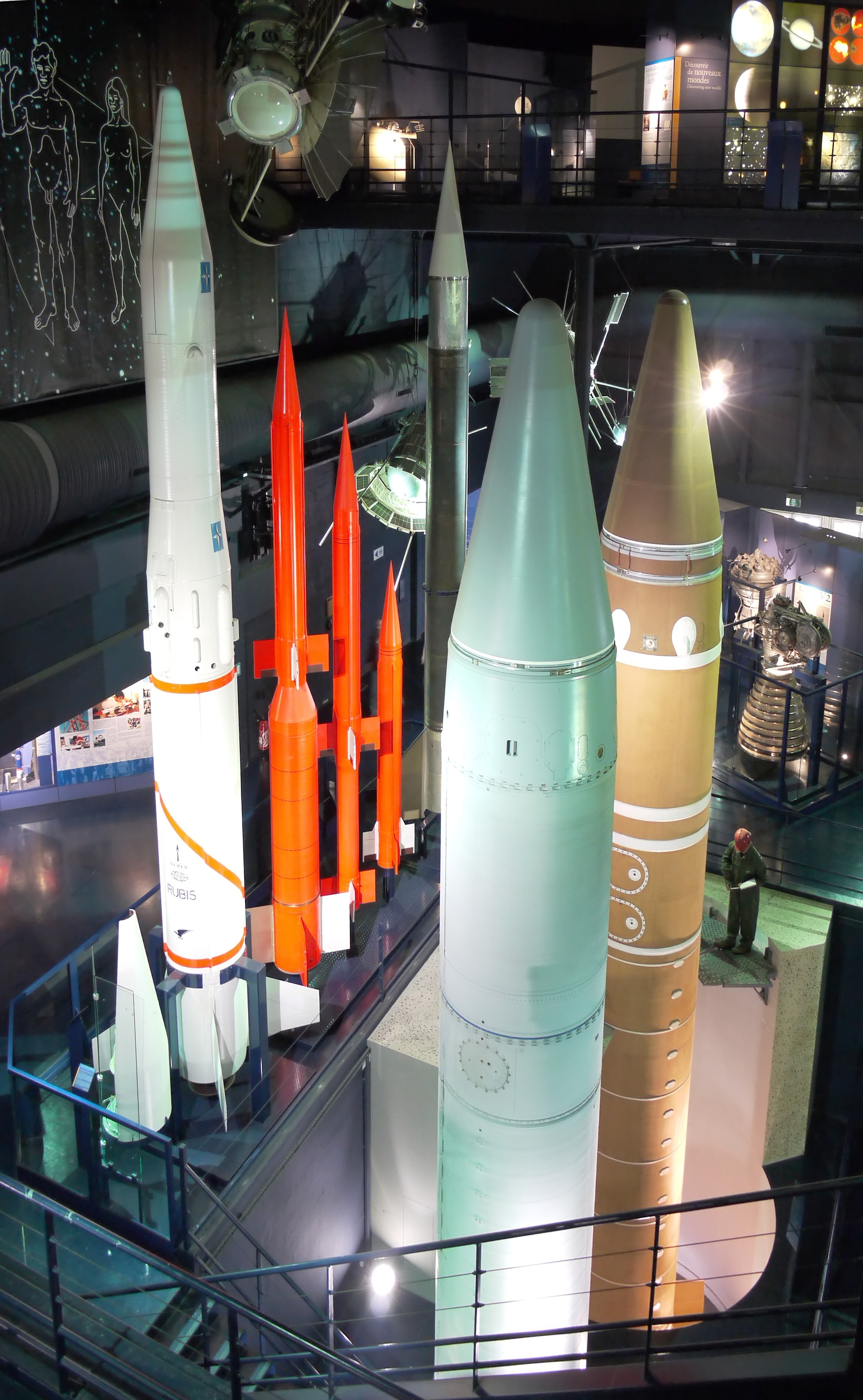
60年代のフランスロケット。

1927年から1933年にかけて、砲兵将校であったジャン＝ジャック・バールはフランスの宇宙開発の先駆者であるロベール・エスノー＝ペルトリと共に個人的にロケットの研究を行っていた。1935年には陸軍省との契約下で研究を行い、第2次世界大戦前には16kgの対空無誘導ロケット弾の開発に向いていた。フランス敗北後も自由地域でEA1941と呼ばれる研究を続けた。このロケットは重量100kg、長さ3.13m、直径26cmで100km先に25kgの重量のものを運ぶことができた。これは窒素で加圧された液体酸素と石油エーテルを燃焼させることで推力を得るものだった。戦争によって中段があったものの、1945年から1946年にはロケットの試験が撮影され7回中3回が成功している。
第2次世界大戦終結後、ドイツを占領した各国はドイツの新兵器であったV2ミサイルの情報を回収し始め、V2ミサイルの技術は戦後のアメリカのレッドストーン、ソ連のR-1製造など世界のロケット開発競争に繋がることとなった。フランス軍備研究局(DEFA)もまたドイツからの資料を得て、イギリスが追求をあきらめたペーネミュンデ系のドイツ人技術者をヴェルノンに招聘し、弾道技術・航空力学研究所(LRBA)を設立、陸軍の将来ミサイルの開発を行わせることとした。ジャン＝ジャック・バールもLRBAに参加したほか、ドイツ人研究者にはアリアンのバイキングエンジンを生み出したハインツ・ブリュンゲルや磁気軸受を開発したヘルムート・ハーベルマン(Helmut Habermann)も含まれていた。
欧州での第二次世界大戦終結後のわずか1週間後の1945年6月12日に戦時中のドイツで開発されたロケット技術を入手するためのCEPA (Centre for Study of Guided Missiles)が設立された。1946年の5月から9月にかけてフランスはこの目的のために30人のドイツ人技術者達を雇用してヴェルノンにLRBAの施設を設立した。1946年8月にこのグループは既に後にアリアンロケットへと発展する液体推進系の開発に着手していた。2段階の計画が策定された。先ずはフランス国内でV2ロケットを量産と試験施設が必要だった。そこではV2ロケットの発展型であるA8の開発と量産が予定された。1946年11月にアルジェリアのColomb-ベシャール近郊の施設がV2の飛行試験のために選定された。試験は順調に進むかに見えたが、1947年初頭にアメリカとソビエトがフランスが必要とした30機のV2の取得を阻み、そのため、アルジェリアで飛行試験を開始する事が出来なくなった。LRBAのドイツ人技術者達は4211計画の一環でフランスがA8の飛行試験を実施できるように開発を支援した。並行してジャン＝ジャック・バールのチームは4212計画の一環として純粋なフランス製ロケットであるEA1941の開発を進めた。
A8を基に計画されたシュペルV-2ロケットは外見こそV2ロケットに似ていたものの、推力は40トンに強化され、戦略兵器として有効な推進剤はケロシンと常温でも貯蔵可能な硝酸を酸化剤として使用するものになった。開発は主に理論面と硝酸の取り扱いと推力40トンのエンジンのガス発生器の地上試験が実施されたが、予算を並行する2計画に投じることは出来ないという政府の判断により、試作機を製造するための予算は拠出されず、1948年にシュペルV2計画は中止され、4トンの推力のエンジンを備えた1/10縮尺の縮小版のヴェロニク/4213計画になった。
LRBAの任務はV2の改良であった。1946年から1949年にかけてドイツのフランスの占領地でドイツ人技術者達に開発を進めさせた。A8の計画を基にしたシュペルV-2と呼ばれた改良型V2では製造が簡素化され、タンク構造とより剛性の強い特殊鋼の採用でエンジン推力を40tに向上させ、射程を700kmに向上させる計画であった。しかし、軍はLRBAにソ連爆撃機の脅威に対抗するべくパルカ(Parca)長距離対空ミサイルの開発を要請し、DEFAは1949年に計画の棚上げを決定した。対空ミサイル計画は試作機が要求を満たせない状態が続き、1958年にアメリカのホークミサイルのライセンス生産が決定で計画は停止されたものの、行われた追跡装置やアクチュエーターの研究はホークに対するLRBAの関与を深めることができた。
1946年、バールは1000kmの距離に300kgの重量の弾頭を投射できる弾道ミサイルの試作機の開発を始めた。EOLEと名づけられたロケットは、EA1941の経験を生かした全長11m、直径80cm、重量は4.3トンのロケットであった。1950年から52年にかけて台上試験が行われたが試験機が爆発し、石油はエチルアルコールに置き換えられるなど変更が加えられた。バールはその後、ロケットを21mの斜面から打ち出さなければ、離陸時の安定に十分な速度に達することができないと気づいた。解決策が模索され、実際の打ち上げ試験も行われたが、問題の解決を見ないまま計画は1952年12月に停止し、液体燃料ロケットの開発も中断した。
一方、バールのチームと並行して開発を進めていたドイツ人の技術者のチームは1949年により技術的難易度の低い推力4トンの液体燃料エンジンを搭載し、高度100kmの弾道飛行中に60kgの科学装置を運ぶことを目標としたヴェロニクロケットを開発した。誘導システムを持たず、推進剤加圧システムにターボポンプがないなど簡素化が行われたものの、当初は不安定燃焼の問題に突き当たった。しかし、1954年に解決を果たし、アルジェリア南部のアマギールから試験機の打ち上げが行われた。以後、こちらがフランスのロケット開発の主流になる。
その後、国際地球観測年の一環として上層大気の研究が行われることとなり、より強力なヴェロニクAVIが作られた。これは200kmの高度に装置類を投入することを目的とした。予算上の理由から初打ち上げは1959年3月7日に行われた。これは失敗だったものの3日後に行われた2号機は137kmの高度に達し、上層大気で風を測定する化学的実験を行うことができた。同型機は1959年から1969年までの間に48機打ち上げられ、81.5％の成功を記録した。続いてヴェロニクAGIが開発され、生き物への加速度や振動の影響を研究するために利用された。ヴェロニクAGIは高度365kmに到達している。
1950年代中盤になるとより強力なロケットの開発が始まり、長さ10m程度、質量5トン、硝酸・テレビン油を推進剤として16トンの推力を持つヴェスタの開発が始まった。ヴェロニクで発生した諸問題も解決され、400kmの高度に500kgのペイロードを輸送できる計画であった。これは1962年にフランス国立宇宙研究センター(CNES)に移管されたが、新プログラムの開発を優先させるために、1965年から1969年にかけて5発のみが打ち上げられた。
1950年代後半、ドイツの経済発展によってLRBAに所属していたドイツ人技術者の大半が帰国してしまった。

### ロケット開発
シャルル・ド・ゴールが1958年にフランス大統領となり、米ソと異なる第3極を目指す中、フランスは核戦力の重大性と独自の核投射戦力を保有する重要性を認識し、弾道ミサイルの開発を決定した。1959年、事務関係の進まない関連省庁に対して、国防総省が民間企業に資金を拠出し首相が監督する公社として弾道ミサイル研究開発協会（SEREB）が設立され、ロケット・ミサイルの開発を行う元請組織となった。これによってこれまでロケット開発を行ってきたLRBAは実質的に下請けの役割となった。
1959年、フランスの将来ミサイルの開発方針は決定していなかった。アメリカはジュピターやポラリスなど液体、固体の両面で弾道ミサイルを運用、あるいは予定しており、特にポラリスは1960年7月20日に潜水艦からの発射にも成功していた。固体ロケットは長期保存が可能で即応的な運用が可能であるため、軍事用として利点を持っていた。1960年3月、将来ミサイル開発の会議中にLRBAの理事長はこれまでに観測ロケット由来で発展しており、技術が蓄積されている液体ロケットの推進を呼びかけた。LRBAはすでに推力20トン、搭載可能な誘導制御系を持つロケットを開発しており、一方固体燃料部門で技術者の経験は不足していた。しかし、開発方針の決定がないままSEREBは固体燃料系のロケットの設計試験施設のために多額の資金をボルドー近郊のサン＝メダール＝アン＝ジャルに投入した。

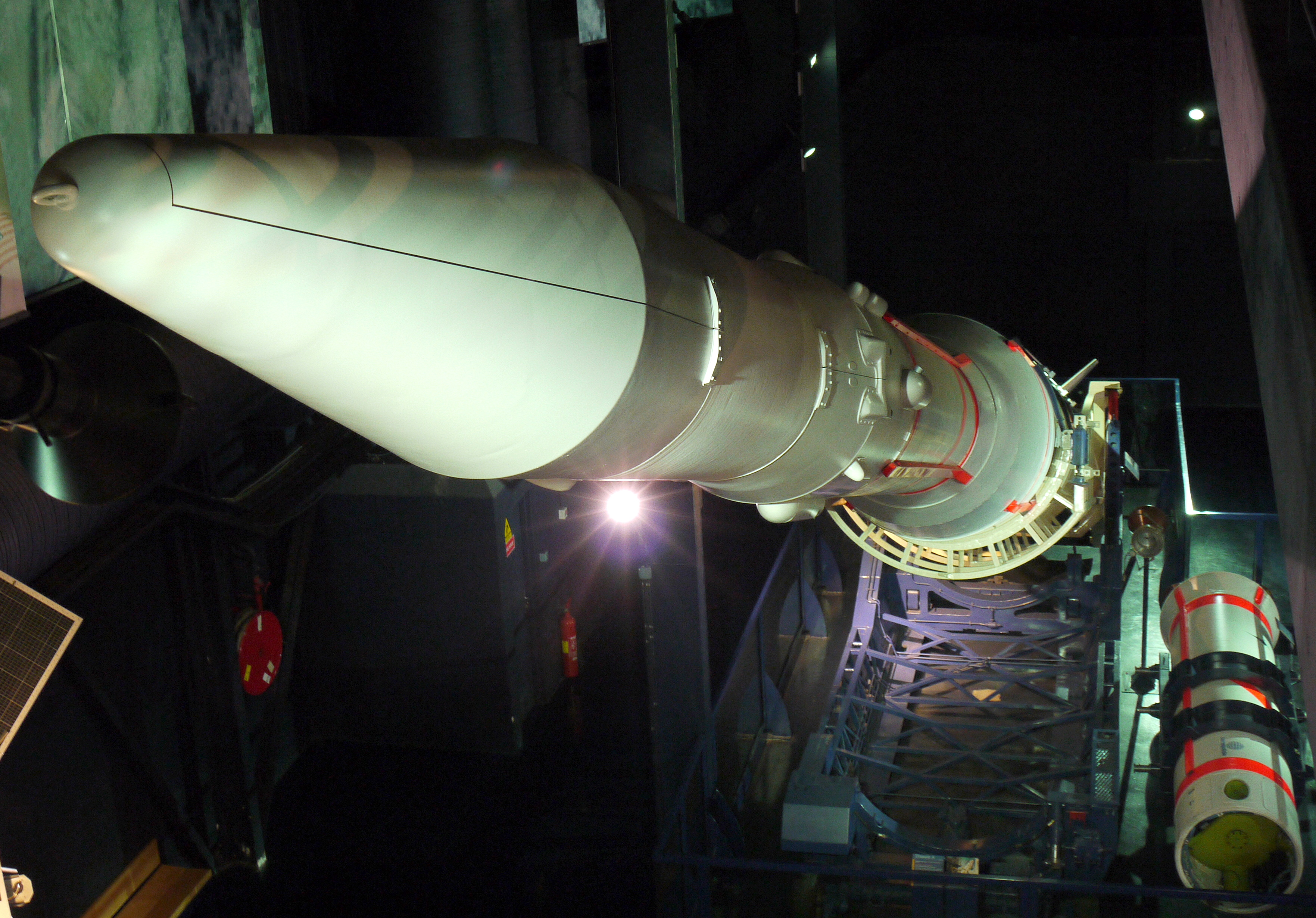
ディアマンロケットの模型

米ロの激しい宇宙開発競争の中、ド・ゴールはフランスが宇宙開発分野で活躍する役割を研究すべく、1959年1月7日に宇宙開発研究委員会(CRS)を設立した。委員会は科学者、技術者、各省庁の代表者などが参加し、物理学者のピエール・オージェが委員長を務めた。委員会の最初の決定事項は1959年に地球観測年の一環として3機のヴェロニクAGIでの実験に関するものだった。軍事分野で進行中のロケット開発と衛星打ち上げロケット開発の両者の潜在的相乗効果は知られていたが、フランス政府は両者を統一して開発する方針をとらなかった。1960年に軍事分野でディアマンロケットの予備的研究が水面下で実施された。機密とされたこの計画を知らないオージェは1960年10月に軍事プログラムに基づいて開発されたエムロードに関心を示した。また、1960年10月には平行して英仏主導によるヨーロッパの製造も検討されていた。
1961年8月2日、SEREBの研究を知ったド・ゴールはロケットを開発の機会を低価格で有効利用することを主張し、ディアマンロケットに光を当てた。また、CRSの機能を組み込んだ宇宙機関、フランス国立宇宙研究センター(CNES)の設立計画を発表し、1962年5月7日に創設された。ディアマンロケットは戦略ミサイルとして開発されたものの発展型であり、LRBAが開発した推力28トンの赤煙硝酸とテレビン油の液体燃料からなる第1段と、固体燃料の第2段から構成され、50-80kgの衛星を軌道に投入するために第3弾も開発された。
SEREBはディアマン開発を可能にするために1961年に基本的弾道学研究(EBB)を開始し、宝石計画と名付けられた。地対地弾道ミサイルとなるS2は1.5メガトンの原子爆弾を3500km先に投射する必要性があった。産業開発はノール・アビアシオンとシュド・アビアシオンに委託された。1961年から65年にかけて長距離弾道ミサイルや衛星発射ロケットの実現に必要な知識体系が念入りに取得されていった。多くのロケットは、それぞれが1つまたは複数の別個の装置の開発を担当するように設計された。
アゲートは遠隔計測系と地上設備の開発に役立ち、トパーズは2種開発され、誘導と機体制御、ミサイル再突入体の試験に利用された。エムロードでは操作可能なノズルと制御装置、初段の動作が検証され、サフィールでは1段と2段の統合や1段の制御能力が、リュビでは3段目の能力となる上段の投入制御能力と安定化、ペイロードフェアリングなどの能力が実験された。

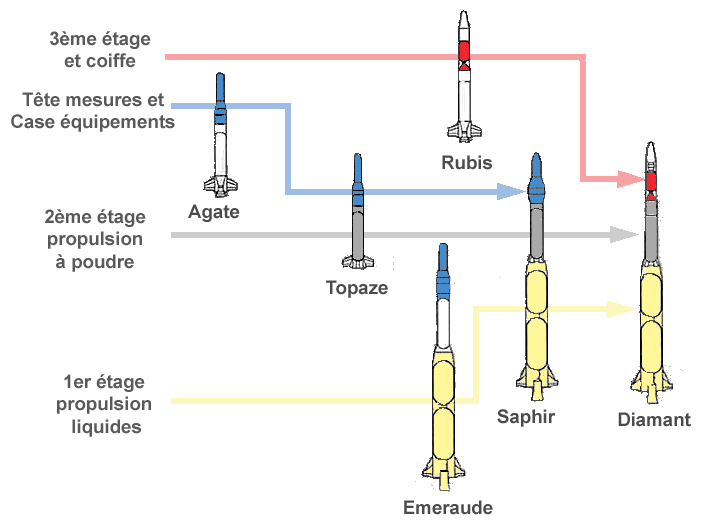
ディアマンの系譜

CNESは米国の宇宙機関NASAの科学技術マネージャージャック・ブラモンとの接触を通じて、FR-1衛星の米製ロケットによる打ち上げを交渉した。協定によってCNESはNASAの衛星設計の指導を受けるために10人以上の技術者を派遣した。一方で軍民両用の分野で打ち上げロケットの技術の提供は拒否された。同時に産業界に呼びかけて試験機のFR-1とは異なるD-1系と呼ばれるの3機の衛星の製造を開始した。CNESの活動は衛星部門、地上設備、観測ロケットの作成などであった。
1965年11月26日、アマギール射場からディアマンロケットA1によって、フランス初の衛星アステリックスの打ち上げに成功した。衛星はフェアリング分離時の損傷によって沈黙したままであったが、追跡レーダーは衛星が軌道上に投入されたことを確認した。これによって、世界で3番目に人工衛星の打ち上げ能力を持つ国となった。その後、12月6日にFR-1がスカウトロケットで打ち上げられ、衛星の運用も始まった。その後1966年にディアパソン、67年にディアデムの2機のD-1系衛星が打ち上げられている。
ディアマン計画で得られた宇宙開発知識は、その後も欧州の宇宙開発を支える技術的基礎となった。また、フランス宇宙産業界の発展をもたらし、スネクマ、マトラ、SFENAやSAGEMなどの企業や、ONERA、CNET、CNRSなどの団体が打ち上げ機や衛星の設計研究に関わって技術を得た。

### 欧州協力下の宇宙開発へ
米ソの宇宙開発競争が続く1960年、欧州の科学界は欧州原子核研究機構のように宇宙開発分野でも欧州の存在感を示すことのできる欧州独自の宇宙計画を策定することを呼びかけた。英国はアメリカのライセンスを利用したブルーストリークミサイルの開発を停止しており、その後この開発残余を利用してブラックナイトロケットを2段目にした衛星打ち上げロケットを使い、再突入の実験なども行う計画を立てた。英国は5600万ポンドかかるとされた費用を緩和することを考え欧州各国に共同開発を呼びかけ、1961年1月ド・ゴールは顧問団の助言に従って開発要請に同意し、ブルーストリークを初段にした3段ロケット、ヨーロッパを開発することが決まった。1962年、英国、ベルギー、フランス、西ドイツ、イタリア、オランダの6カ国は欧州ロケット開発機構(ELDO)の設立に合意した。同組織は各国分担でロケットの開発を進めることに決め、1段目はイギリスのブルーストリーク、2段目はフランスが開発し、3段目はドイツが開発、ベルギー、オランダ、イタリアは人工衛星、ペイロードフェアリング、誘導装置、通信施設を開発するというものであり、1000kgの積荷を低軌道に投入することを目標にした。同時にスウェーデン、デンマーク、スイス、スペインも参加した10カ国の科学界は科学的人工衛星の実現に向けて欧州宇宙研究機構(ESLO)を設立することにした。

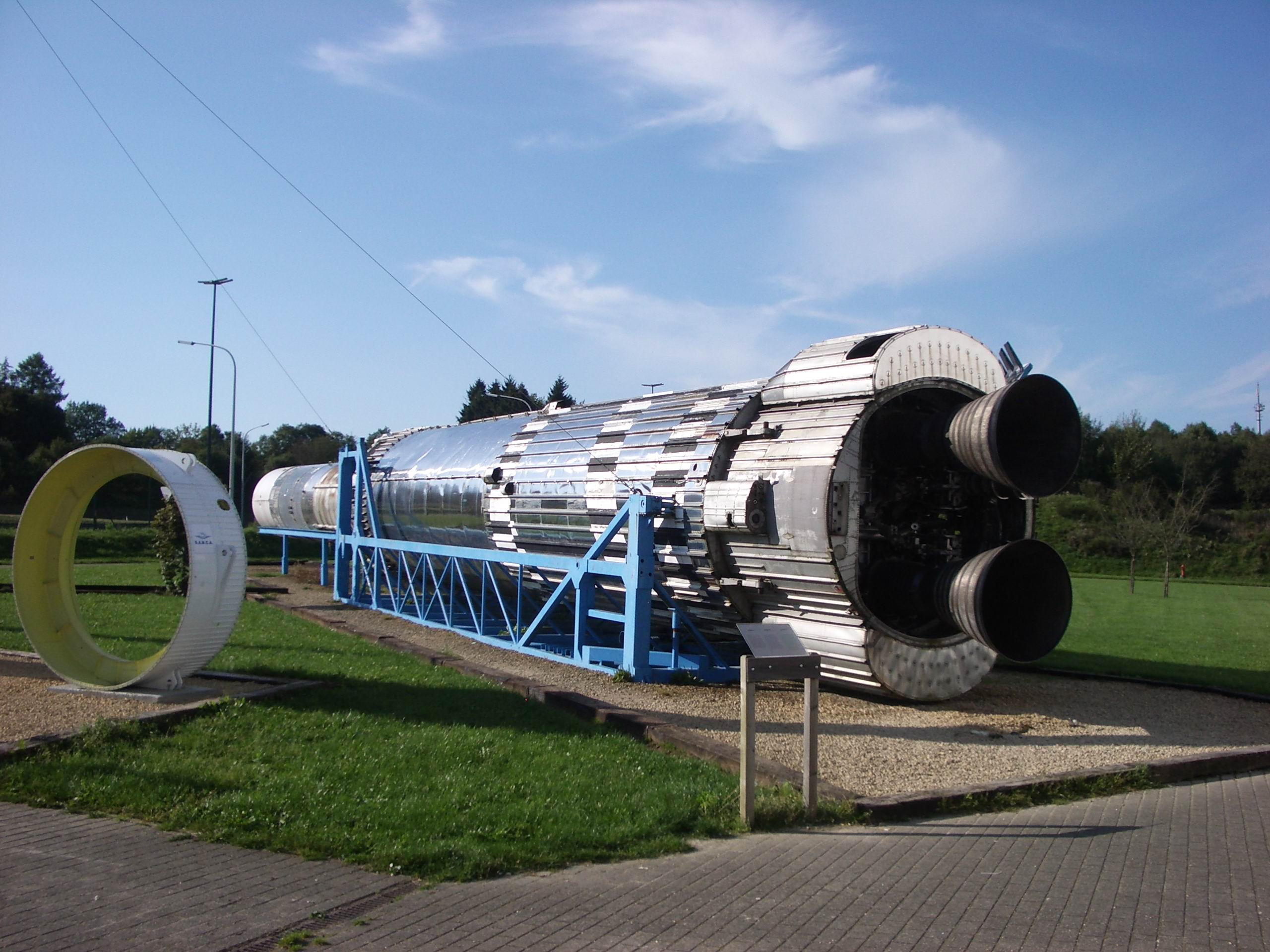
ヨーロッパロケット(後方から)

一方で1962年にはエビアン協定に基づいてアルジェリアが独立し、フランスは1967年7月にアマギール射場を放棄することが決定し、CNESは代替射場を見つける必要が生じ、国内だけではなくブラジルやオーストラリアなども含む14の地点を調査した。赤道に近いことが良い発射場の条件であり、この点はどの場所も共通していた。赤道であれば地球の回転による効果でケネディ宇宙センターと比較して15%以上打ち上げ能力が高いとされた。CNESは報告で赤道に近く、人口密度が低く打ち上げ事故のリスクが低く、大西洋に広い間口を持つギアナを提唱した。海へのアクセスから最適な条件で極軌道に衛星を投入でき、また、サイクロンや地震の頻度も少なかった。さらにギアナは政治的安定性が高いフランスの植民地であることも重視された。フランス首相ポンピドゥーはこの提言に従い、1964年4月14日にクールーにギアナ宇宙センターを建設する省令を通達した。
フランスは1961年のヨーロッパロケット開発計画でコラリーと呼ばれる第2段を製造する必要があった。しかし軍出身で当時の長官のロバート・オービニエルはディアマンロケットを軍が引き継ぐことを望んでいた。1967年6月、交渉の末CNESは実現のための政府の許可を得て、LRBAに液体燃料のロケットの開発を委託し、ノール・アビアシオンとシュド・アビアシオンが3段式ロケットの開発、マトラが装置殻の開発を行うこととなった。経済的理由からロケット燃料はN2O4とUDMHに改め、1段目をより長くし、3段目の能力を向上させたディアマン-Bが開発され、500kmの高度に115kgの積荷を投入できるようになった。1970年にクールー基地から行われた初号機の打ち上げは制御不良によるポゴ振動で若干の不具合が生じたもののDIALの打ち上げに成功、その後の2号機と3号機の打ち上げでPEOLE、トーネソルを打ち上げたものの、4号機5号機の打ち上げは失敗に終わった。ヨーロッパロケットと重複する計画の妥当性に疑問も上がり、計画は困難な状況に遭遇したものの、より強化された改良型の開発が決定され、2段目に弾道ミサイルを利用したディアマンBP-4が開発された。これは200kmの軌道に220kgまでの貨物を輸送することを可能にした。1975年に打ち上げられたスターレット、カストール・ポルックス、オーラの3基の衛星はいずれも投入に成功した。これは純粋な民用ロケットの最初の打ち上げとなった。
一方、ヨーロッパロケットは1964年6月にオーストラリアのウーメラ試験場で行われ、成功したものの、このときはまだドイツやフランスが計画している2,3段は研究段階にあり搭載されていなかった。しかし、ヨーロッパ計画の策定以来状況は変化しており、参加国もより強力なロケットを必要とする通信衛星打ち上げ市場にはヨーロッパロケットの能力が適合しないことを知っていた。1965年1月にはフランスが静止軌道に衛星を打ち上げるために液体ロケットの第2段を持つように仕様変更するようにELDOの参加国に働きかけ始めるが、このような新技術の開発は大きな賭けであり、打ち上げ予定が1970年とより遅れることを意味した。議論は静止軌道への到達を可能にする第4弾の開発を行うことで妥協したが、英国は予算超過とフランスの横槍に苛立ちを隠せず、ウーメラ試射場でクールー基地の代替を行うことをやめると脅し、1966年6月には37.89%の参加負担を27%に削減することを発表した。フランス製造のコラリーの初試験やその後のヨーロッパロケットの開発は信頼と自身の醸成に寄与しなかった。コラリーが初搭載されたヨーロッパロケットF6-1はコラリーが点火せず失敗し、再挑戦となったF6-2もコラリーが原因で失敗した。これらの問題を解決したヨーロッパロケットF7、F8も3段目の不具合で打ち上げに失敗した。

### アリアンと欧州宇宙機関

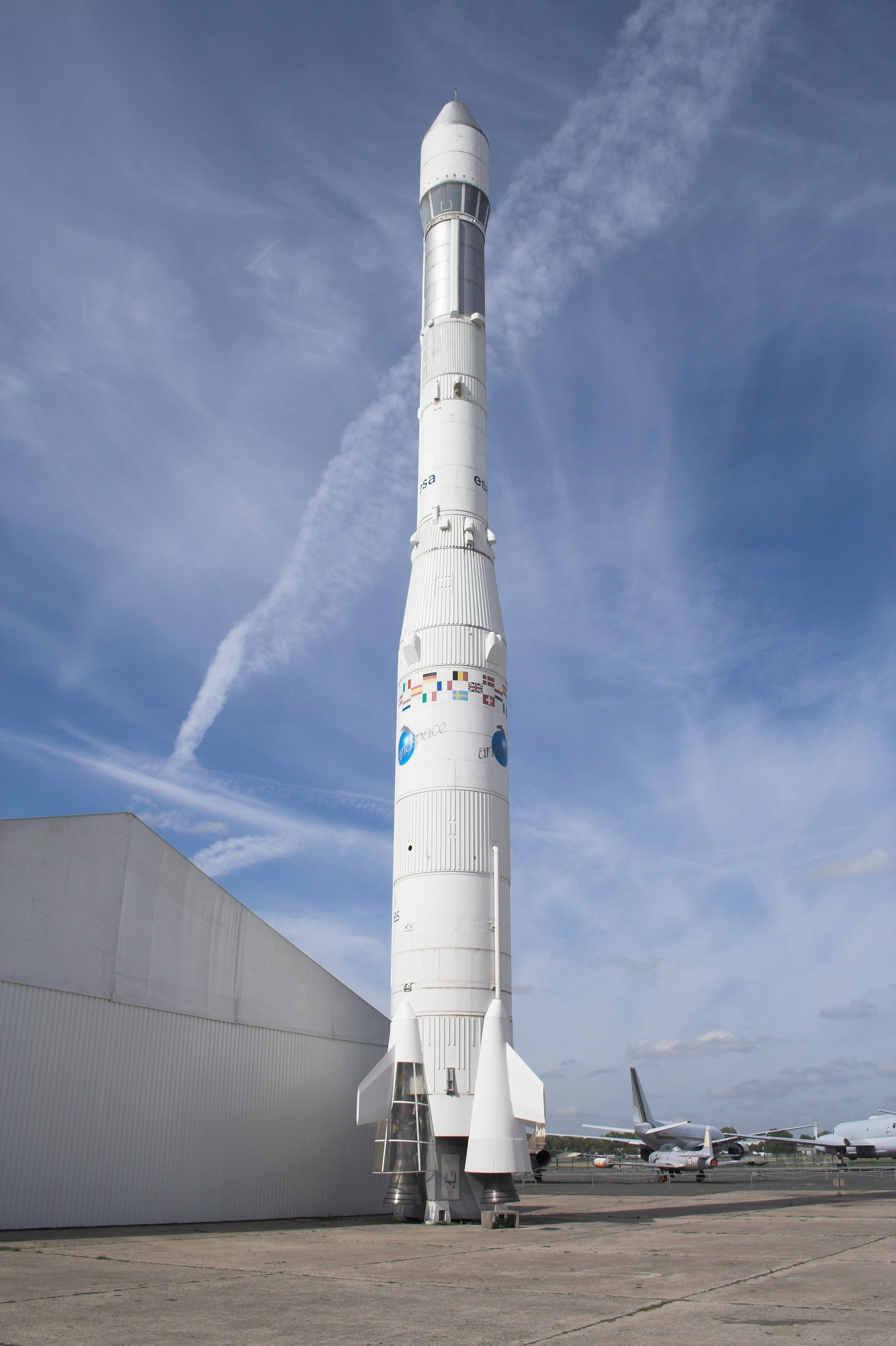
アリアン1

1971年11月にヨーロッパ2ロケットも打ち上げに失敗し、ヨーロッパ3は中止になったが、フランスはディアマンの成功を新型となるL3Sにつなげるべく新型ロケットの開発を提案した。欧州諸国の同意を得るのは苦労した。英国は自らの海洋衛星MARECS、ドイツはスペースラブの予算調達を優先させ、米国のロケットを利用することで欧州統合ロケットの開発意思からは離れていた。しかし、米国にロケット打ち上げを依存することと引き換えに制限を課されることがあり、費用の高さに加え、特に仏独共同開発のシンフォニーでは打ち上げと引き換えに商用利用が制限されるなど大きな譲歩を必要とし、このような状況から脱却すべくフランスの提唱していた衛星打ち上げの自立化に向かうこととなった。1973年7月31日、ブリュッセルで欧州諸国は主要参加国が推奨する計画の資金調達で合意に達し、アリアン計画が開始された。20億6300万フランの費用となった計画は主にフランスが資金調達をして、計画の運用の中心を担った。これは参加国間の情報共有などの問題に起因するミスを避けるためであり、フランスはロケット開発の予算の60%を保証し、計画の120%を超えた余分を支払うとした。その代わりにフランスのCNESがロケット建造計画の元請となり、多くのフランス企業が開発を担当した。
1975年4月15日、欧州の二つの宇宙機関であったELDOとESROが合併し、ドイツ、ベルギー、デンマーク、フランス、英国、オランダ、アイルランド、イタリア、スウェーデン、スイス、オーストリア、ノルウェー、フィンランドの欧州11カ国と非欧州会員のカナダからなる欧州宇宙機関(ESA)が結成された。加盟国は共同計画への資金供給に一定の金額を支出することを約束し、その他の特定の計画の資金も調達することができるようになった。新しい欧州共同ロケットを管理、運用するために1980年にアリアンスペース社も設立された。
立ち上げ時のアリアン計画の目的は、米ソの技術とは無関係で欧州機関や各国政府の衛星を毎年1-2個打ち上げることであり、商業向けには計画されていなかった。しかし、1968年に完工したギアナ宇宙基地の発射台は、赤道に近く商業向けに見込まれる静止軌道への衛星投入能力を向上させることができるため、後に重要な役割を果たすこととなる。アリアン1号は高さ43m、重量210トン、推力240トンで静止衛星に1700kgの衛星を投入できる能力があった。最初の打ち上げ試験は1979年12月15日に行われたものの圧力センサの問題でエンジンが停止して打ち上げられずに終わり、再打ち上げは12月23日に行われるはずだったがブートシークエンスに問題があったために中止、その後問題が解消され、12月24日に打ち上げられることが決定した。アリアン1の1号機は1979年12月24日17時14分38秒(GMT)に打ち上げられ、初打ち上げは成功裏に終了した。
アリアン1は1979年12月24日に打ち上げが開始され、11機のうち9機で打ち上げに成功。改良が行われたアリアン2、3、4も同様に成功を続け、宇宙経済の主軸として欧州で利用が図られ、商業衛星市場の50%を獲得した。
完全新型となるアリアン5の開発前、欧州とフランスには欧州版スペースシャトルとも言えるエルメスの計画も存在したが、より低予算であることから新型のヴァルカンエンジンを搭載したアリアン5の開発が決定され、420億フランの予算がアリアン5に投入され、開発が行われた。アリアン5は全長52m、重量718トン、推力は1000トンとなっており、1号機は打ち上げの37秒後に爆発し、打ち上げに失敗、2号機も部分的打ち上げ失敗となったが、それ以降、アリアン5は多数の発射を成功させており、成功率95%となっている。

## 政策

### 目標
フランスの宇宙開発計画は五つのテーマを持って行っており、打ち上げ機と打ち上げインフラ、民間向けの地球観測、通信など民間への宇宙活動の応用、防衛、宇宙探査を進めている。

### 予算
フランスの宇宙予算は2000年代初頭以来、漸減傾向にあるものの欧州宇宙機関(ESA)構成国の中では最大額である。2004年の予算は16.98億ユーロであり、その中で68500万ユーロはESAによる監督下での計画の遂行にあてがわれる。

## 組織
- CNRS
- ONERA（英語版）
- CNET（英語版）

### 施設
- ギアナ宇宙基地
- アマギール
- カンヌ・マンドリュー宇宙センター

### 企業
- エアバス・グループ
- EADS アストリアム
- アリアンスペース
- スネクマ
- マトラ
- SFENA（フランス語版）
- SAGEM

## 開発状況
欧州宇宙機関構成国の主要メンバーであり、ロケットなどの開発は協力下にあるもののフランスが請け負うところが大きい。現在アリアン5の更なる改良を行っており、アリアン6の開発が進行中である。

## 軍事

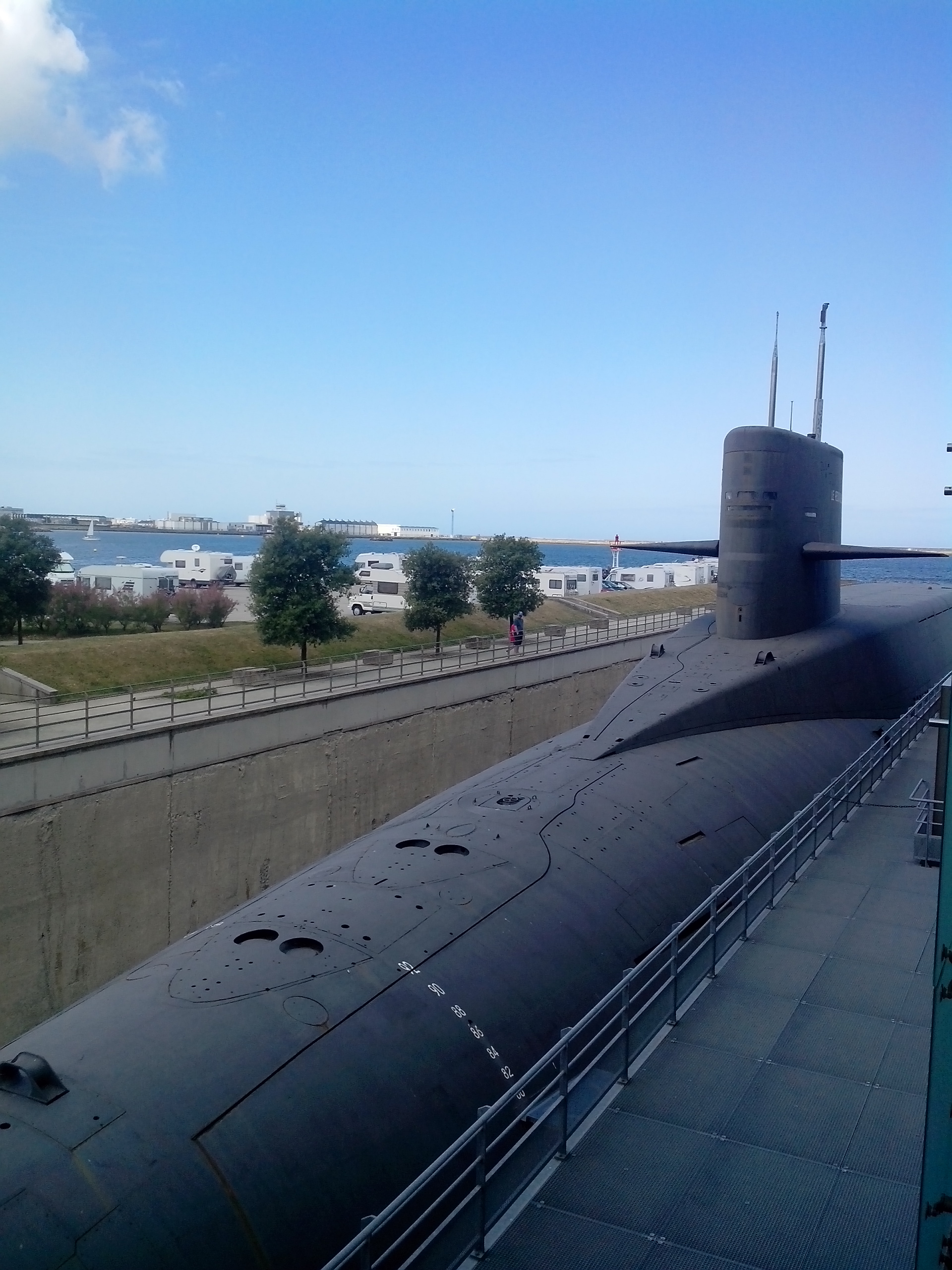
弾道弾を搭載していたル・ルドゥタブル

宇宙開発の契機は弾道ミサイル開発からであり、潜水艦搭載型の弾道ミサイルを重視している。1971年にはル・ルドゥタブルに搭載するM1ミサイルの配備を開始しており、現在ではル・トリオンファン級原子力潜水艦にM51が搭載され運用されている。陸上配備されているものでは、かつてはハデスのような陸上発射型の短距離弾道弾も保有していたものの、核軍縮方針によって退役しており、現在は航空機搭載型のASMPが運用されている。
ミサイル防衛ではアスターなどを開発している。偵察衛星には画像偵察にプレイアイデス、情報傍受にエリーザが存在する。

## 国際関係
欧州宇宙機関に参加しており、そのロケット開発の中心を担っている。また、EU経済圏の衛星打ち上げの多くはアリアンスペースで行われている。欧州で有名な宇宙開発企業の多くがフランスに籍を置いており、それらの企業に欧州内の人材も参画している。

## 註